# 罗宾·胡德诉美国案
罗宾·胡德诉美国政府（Robin Hood v. United States）是美国加利福尼亚北区联邦地区法院的一个民事案件。罗宾·胡德认为美国政府涉嫌违反了RICO法案（Racketeer Influenced and Corrupt Organizations Act），遂诉至法庭。本案原告以“贫困身份免诉讼费用”（in forma pauper）的形式开始，但之后胡德不能提出一个救济诉求，所以被作为轻率诉讼而不被受理。胡德上诉要求保留其“贫困身份免诉讼费用”的状态，但因为其于庭审中所做的轻率诉讼行为而被否决。

## 背景
胡德败诉了。胡德是代表他自己以及其他人起诉美国政府涉嫌违反RICO法案，并宣称他自己及他人“被银行、律师和他们所支持的政府抢劫勒索”。胡德不仅独自出庭（Pro se legal representation in the United States），还要求此案不收取诉讼费用（in forma pauperis）。这个要求被承认了，但法庭在胡德无法提出救济诉求后决定不予受理此案。

## 上诉
在首次庭审后，胡德多次向法院进一步提交申请。他提起一个“验证文件的真实性以使法院重新思考的动议“，辩称”不予受理此案将表明（法院）掩盖指向‘敲诈与腐败组织’诉讼，在其他案件中也有类似的滥用行为”。他也要求在案件了结后仍保持其免诉讼费用地位。两个请求都被拒绝了。后来,胡德向美国联邦第九巡回上诉法院上诉请求保留其免诉讼费（in forma pauperis）的地位。上诉法院将此案返还地方法院来决定该案中免诉讼费用的状态应当继续还是此案该被认为存在恶意或轻浮的诉讼行为。
法院裁定，原告没有提交任何证据以证明他的诉求，上诉被驳回，因为应当由原告就相关事实与诉求进行举证、确认。 胡德还诉讼过程中作出了若干毫无根据的指控，其中就有违宪指控 。最终，法院判决该案是轻率、无意义的，并撤销了胡德的免诉讼费用状态。